# Гек, Гуго Альбертович
Гуго Альбертович Гек (сентябрь 1861, Магдебург, Германия — 3 марта 1935, Москва) — гобоист, кларнетист, педагог.

## Биография
Г. А. Гек родился в 1861 году. Немец по национальности. Окончил Народное и Музыкальное училища в Магдебурге (1879), работал в городском оперном и симфоническом оркестрах.
В России с 1880-х гг. В 1885—89 — гобоист Тифлисской оперы.
В 1889—1917 преподавал игру на гобое и кларнете в музыкальном училище; с 1917 — в Харьковском музыкальном училище Русского музыкального общества и в Харьковской консерватории; в 1920—35 в Московской консерватории (с 1926 — профессор). Пользовался репутацией незаурядного педагога.
До 1911 неоднократно выезжал в 2—3-месячные командировки в Берлин, где изучал опыт работы на фабрике деревянных духовых инструментов.

## Ученики
Среди учеников Гека — С. Т. Асоян, М. А. Иванов, Я. В. Куклес, Л. М. Славинский, К. Д. Юдин.